# Csekonics János
Zsombolyai és janovai gróf (korábban köznemes) Csekonics János Nepomuk (Zsombolya, 1809. november 14. – Zsombolya, 1880. augusztus 1.) politikus, a magyarországi reformmozgalom egyik vezéralakja.

## Élete

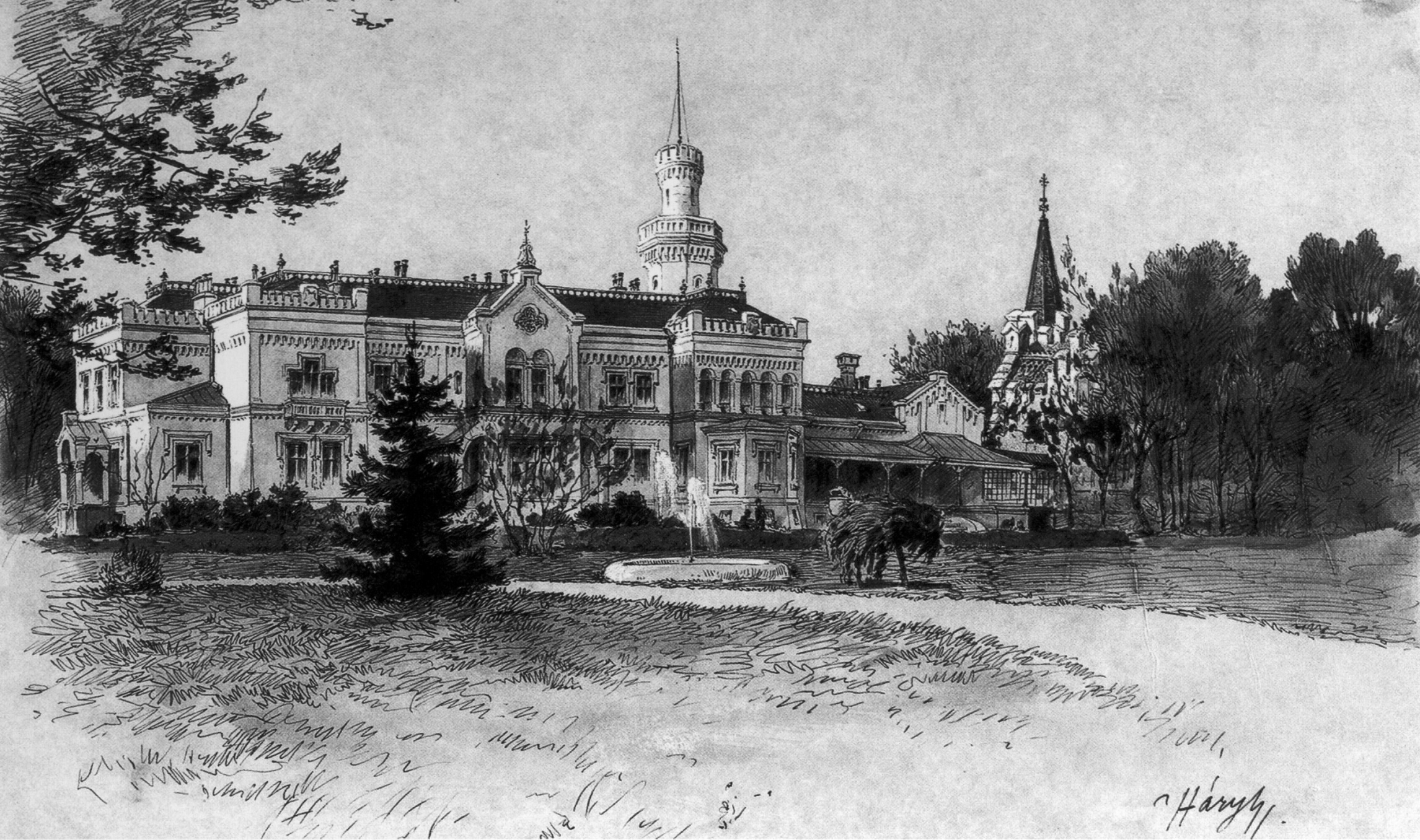
Korabeli ábrázolás a Csitó kastélyról

Csekonics József és Jankovich Julianna egyetlen gyermekeként született a csitói kastélyban, Zsombolyán. Jogi tanulmányokat folytatott Budapesten, majd több nyugat-európai országban sikerrel foganatosította gazdasági javaslatait, eközben beutazta Olaszországot és Angliát. Szoros barátságot kötött gróf Széchenyi Istvánnal, közös politikai nézeteiknek is köszönhetően válhatott Csekonics a reform-mozgalom vezéralakjainak egyikévé. 1829-től Temes vármegye táblabírájaként működött, majd 1833-ban édesanyjának köszönhetően megszerezte a janovai uradalmat és vele a zsombolyai mellé a janovai előnevet is. Kitartó munkájának köszönhetően lényegesen átalakította a Bánát agrárrendszerét, melyet később fia, Endre is folytatott. A sikeres gazdasági átalakulás csak növelte családja tekintélyét, így kaphatott 1864. december 9.-én birodalmi grófi címet, melyet 1874-ben Magyarországra is kiterjesztett az uralkodó. Grófi címével egyetemben a főrendiházi tagságot is megkapta, így nagyobb befolyással élhetett a politikában. 1879-ben valóságos belső titkos tanácsossá is kinevezték.
Csekonics János építtette fel az egykori gyönyörű Csitó kastélyt Ybl Miklós tervei szerint. Az óangol stílusban épült, uradalmi központként is működő épülethez hasonló stílusú házi kápolna is tartozott, melyhez a kastélyból egy üvegfolyosó vezetett. Külcsínén kívül híres volt még a mintegy 8000 kötetet számláló, ritkaságokkal is büszkélkedő könyvtáráról. Sajnos később az épületegyüttest a család lebontatta, mert a háború utáni időszakban nagy szükség volt építőanyagra, így ma már nem tekinthető meg a Csekonicsok egykori otthona.

## Családja
1839-ben saját unokahúgát, Lipthay Leona bárónőt (1821–1903) vette feleségül; három gyermekük született:
- Ágota (gyermekkorában meghalt)
- Endre (1846–1929), a magyarországi vöröskereszt elnöke, politikus, vasútigazgató; felesége: gróf Cziráky Konstancia (1847–1922)
- Margit (1849–1936); férje: gróf Károlyi István (1845–1907)